# Lautlingen
Lautlingen ist ein Stadtteil von Albstadt im Zollernalbkreis in Baden-Württemberg. Es liegt auf der Schwäbischen Alb, etwa auf halbem Weg zwischen Stuttgart und dem Bodensee.

## Geographie
Lautlingen liegt im Eyachtal, eingebettet zwischen Heersberg, Ochsenberg, Autenwang, Tierberg und Gräbelesberg.

## Geschichte
Der Stadtteil liegt an der alten Römerstraße Sulz – Laiz, die mitten durch den Ort führte. Oberhalb des heutigen Kernortes lag das römische Kastell Lautlingen, direkt auf der Wasserscheide von Donau und Rhein. Begründet wurde die Siedlung vermutlich durch Lutilo, einen alemannischen Sippenführer.
Bereits im Jahre 793 wurde Lautlingen in einer Urkunde des Klosters St. Gallen als Lutilinga erstmals urkundlich erwähnt. Schon früh hielt das Christentum hier Einzug, ein Goldblattkreuz und ein Alemannenfriedhof in der Flur Berken geben davon Zeugnis.
Die Herren von Tierberg vereinigten die Orte Margrethausen und Lautlingen im Mittelalter zu einer Herrschaft im Ritterkanton Neckar-Schwarzwald. Sie waren als Ortsherren Nachfolger, eventuell sogar Nachfahren der Herren von Luttelingen. Ab 1550 gehörte der Ort zur Herrschaft der Herren von Westerstetten und Drackenstein. Auch diese hatten die Ortsherrschaft durch Einheirat ererbt. Das Geschlecht, das auch auf der Burg Straßberg saß, erlosch später im Mannesstamm, so erbten 1625 die Schenken von Stauffenberg, seit 1874 Grafen, die kleine Ritterschaft. Berühmte Familienmitglieder sind unter anderem Marquard Sebastian Schenk von Stauffenberg (1686–1693 Fürstbischof von Bamberg), Johann Franz Schenk von Stauffenberg (1704–1740 Bischof von Konstanz) und Franz Schenk von Stauffenberg (1871–1892 Mitglied des Reichstags).
1805 fiel der Ort durch den Reichsdeputationshauptschluss an Württemberg. Im Jahre 1806 erfolgte die Eingliederung der damals noch verbundenen Gemeinden Lautlingen-Margrethausen, die bis dahin zu Vorderösterreich gehörten. Der Wechsel der Herrschaft erfolgte durch den feierliche Akt der Erbhuldigung in Geislingen. Die Vereidigung der Bürgerschaft wurde durch den Kreishauptmann Prech von Ulm vorgenommen. Fortan war Lautlingen dem Oberamt Balingen unterstellt und gehörte damit zum 1806 neu errichteten Königreich Württemberg und ab 1919 zum gleichnamigen Volksstaat. 1811 wurden dann die beiden Ortschaften Margrethausen und Lautlingen durch königlichen Erlass endgültig getrennt und separate Ortsverwaltungen eingeführt. Lautlingen kam 1934 zum Kreis und 1938 zum Landkreis Balingen.
Am 1. Mai 1972 wurde Lautlingen nach Ebingen eingemeindet.

### Geschichte des Schlosses

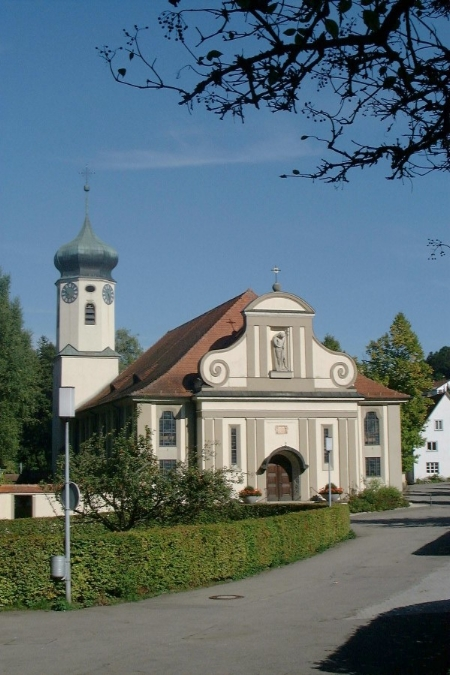
Westfassade der Pfarrkirche

Auf dem Tierberg bei Lautlingen befinden sich Reste der Burg Altentierberg, Stammsitz der Tierberger und auf einem Felsen in der Nähe des „Hofes Tierberg“ ein Graben der Burg Vogelfels.
Laut den geschichtlichen Überlieferungen sollen schon die Herren von Tierberg im 15. Jahrhundert ein Schloss in der Ortsmitte gebaut oder erweitert haben. Bereits dieses war mit Ecktürmen und Wallgräben versehen. Nach den Schätzungen anhand der Bausubstanz von Türmen und Mauer ist dieser Teil des Ensembles bis heute im Original erhalten. Als Hans Konrad von Tierberg am 27. August 1518 mit dem Blutbann von Kaiser Maximilian I. (HRR) belehnt wurde, erscheint folgendes Zitat: „… dass er (Hans Konrad von Tierberg) beim Schloss Lautlingen … kein Hochgericht habe.“ Der Kaiser erlaubt ihm den Bann, „dortselbst das Blut zu richten.“
Zwischen 1623 und 1625, also in der Zeit, als die Herren von Westerstetten Lautlingen besaßen, kurz vor der Übernahme durch die Stauffenberger, wurde das bewehrte Schloss mit Mauern, Wallgraben und vier Ecktürmen zum Wohnsitz ausgebaut. Das Hauptgebäude wurde in den Jahren 1842–1846 von Excellenzherr Franz Ludwig Schenk von Stauffenberg neu erbaut. An dessen Stelle stand zuvor ein Fachwerkbau, dessen Erdgeschoss in Stein ausgeführt war. An der Südseite befand sich ein repräsentativer Treppenturm. Der sehr nüchtern gehaltene Hauptbau von 1842 mit seinem Walmdach prägt auch heute noch das Ensemble, das unter Denkmalschutz steht.
Das Lautlinger Schloss ist trotz vieler Umbauten in seiner allgemeinen Bausubstanz gut erhalten. Das Gemäuer besteht aus 60–80 cm dicken Bruchsteinmauern, die mit einem Putz versehen sind. Innen finden sich komplett verputzte wuchtige Fachwerkwände und Holzbalkendecken. Im Grundriss misst das Gebäude 12,58 m in der Breite und 21,91 m in der Länge. Bis zur Dachtraufe sind es in der Höhe 11,57 m, die Gesamthöhe beträgt 16,37 m.
Im Innern des Hauptgebäudes ist die international bekannte musikhistorische Sammlung Jehle untergebracht. Diese Räumlichkeiten wurden 2005/06 einer umfassenden Renovation unterzogen und am 18. Februar 2006 von Landwirtschaftsminister Peter Hauk wiedereröffnet. Im ersten Obergeschoss erinnert das Stauffenberg-Zimmer an die früheren Besitzer. Seit dem 15. November 2007 ist in den ehemaligen Räumen des Ortsamtes eine Stauffenberg-Ausstellung untergebracht, die am 100. Geburtstag von Claus Schenk Graf von Stauffenberg eröffnet wurde. Die Thematik des 20. Juli 1944 und die Familiengeschichte bilden den Schwerpunkt der Gedenkstätte.

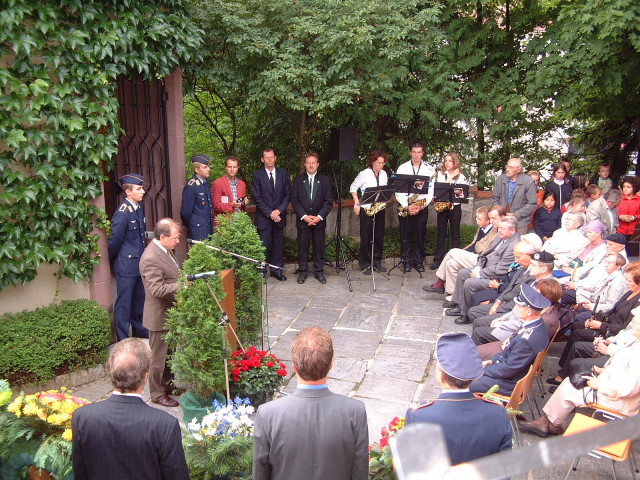
Gedenkfeier zum 20. Juli in Lautlingen im Jahr 2005. Oberbürgermeister Jürgen Gneveckow am Rednerpult

Die Widerstandskämpfer Berthold und Claus Schenk Graf von Stauffenberg machten sich hier im Sommer 1943 Gedanken darüber, wie Deutschland nach einem Attentat auf Hitler aussehen könnte – so entstanden die „Lautlinger Leitsätze“. Nach dem Attentat vom 20. Juli 1944 wurden die beteiligten Offiziere noch in derselben Nacht von den Nazischergen umgebracht. Seit 1957 findet jedes Jahr am 20. Juli vor der Gedächtniskapelle bei der Kirche eine Gedenkfeier für die Widerstandskämpfer gegen den Nationalsozialismus statt. Gleichzeitig wird (seit 2000) durch Schüler der Albstädter Schulen mit Projektarbeiten an das Attentat erinnert.

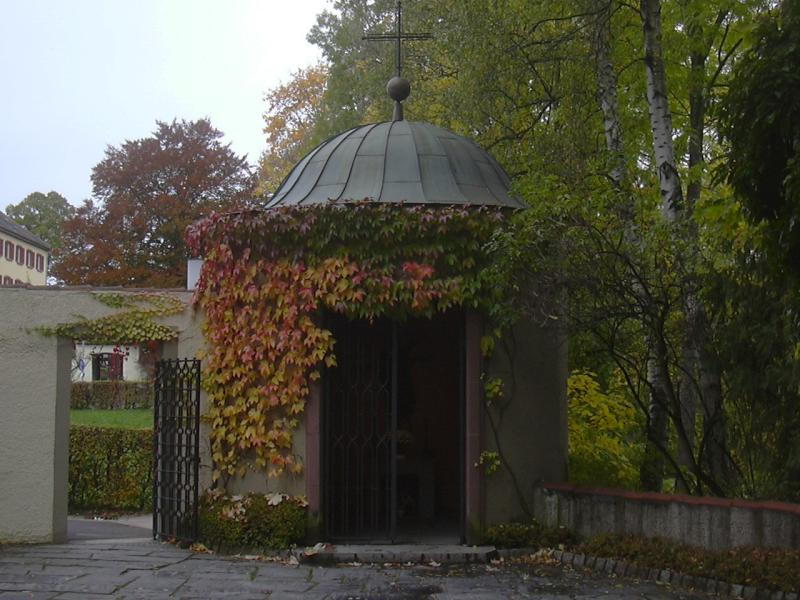
Stauffenberg-Gedächtniskapelle

### Geschichte der Pfarrei
Im Jahr 1275 wurden Kirche und Pfarrei St. Johann Baptist mit Pfarrer Heinrich von Tieringen in einem Steuerverzeichnis des Bischofs von Konstanz erstmals erwähnt. Nach den Unruhen des Dreißigjährigen Kriegs wurde die niedergebrannte Pfarrkirche 1670 von dem Ortsherrn Wolfgang Friedrich Schenk von Stauffenberg und seiner Frau Anna Barbara geborene von Wernau neu erbaut. 1725 erweiterten die Söhne des Ehepaares das kleine Kirchlein und ließen gleichzeitig den heute noch erhaltenen Barockturm erbauen. Nach dem schweren Erdbeben vom 16. November 1911 musste die Kirche abgebrochen werden. Aus Spendengeldern und einer Lotterie wurde die neue Pfarrkirche, der erste sakrale Eisenbetonbau der Diözese Rottenburg, erbaut. Der Turm konnte erhalten werden.
In der 1670 erbauten Kirche war Ignaz Anton Demeter von 1802 bis 1808 Pfarrer. Er wurde am 1. Mai 1836 zum zweiten Erzbischof von Freiburg gewählt. Neben vielen Errungenschaften im Schulwesen gründete er eine Theatergesellschaft und am 7. Mai 1803 auch die heutige Musikkapelle Frohsinn als „Musikgesellschaft“.

### Bergbau
In der Gegend wurde Bergbau nach Eisenerzen betrieben. Es handelt sich dabei um nahezu schwefel- und phosphorfreie Erzkonkretionen. Neben dem Tagebau bis 30 Meter Tiefe wurden auch bergmännisch Strecken aufgefahren. Die unten angespitzten Sprieße wurden zum Beispiel in Truchtelfingen gekauft und von Lautlinger Knappen am Hörnle und Baienberg verbaut. Fidel Eppler aus Lautlingen war als Erzaufseher alimentiert. Selbständige Knappen schürften auf eigenes Risiko und wurden anhand der Erzmenge bezahlt. In Lautlingen wurde im Eisenroggenstein ein Eisengehalt von 30 Prozent gemessen.
Bis zu Bau der Eisenbahn wurden jährlich über 1000 Kübel Bohnerz und Eisenroggenstein mit je 120 kg in die Hüttenwerke nach Ludwigstal bei Tuttlingen gefahren.

### Einwohnerentwicklung
| Jahr      | 1961 | 1970 | 1971 | 2006 | 2008 | 2010 | 2012 | 2014 | 2022 |
| --------- | ---- | ---- | ---- | ---- | ---- | ---- | ---- | ---- | ---- |
| Einwohner | 1429 | 2021 | 2192 | 1998 | 1988 | 1833 | 1771 | 1808 | 1791 |

## Politik

### Ortsvorsteher
- 1972–1988: Max Müller
- 1989–1994: Christian Schairer
- 1994–2009: Josef-Peter Koller
- 2009–2019: Juliane Gärtner
- 2019–2024: Heiko Peter Melle
- 2024: Holger Mayer (kommissarisch)
- 2024: Eckard Hofele

### Wappen
| Wappen von Lautlingen | Blasonierung: „In Blau auf grünem Dreiberg eine nach links sehende goldene Hirschkuh.“ |
| Wappen von Lautlingen | Wappenbegründung: Das Wappen bezieht sich auf die Herren von Tierberg, die Ortsherren in Spätmittelalter und Frühneuzeit. Beim Ortswappen wurde das gleiche Wappen wie das der Herren von Tierberg genommen. Die Symbolik wird aber seitenverkehrt dargestellt. Der Dreiberg stellt die Berge Ochsenberg, Heersberg und Tierberg dar, auf welchen die Burgen der Tierberger standen. Die Hirschkuh steht für die Tierberger (Lautlingen = Hirschkuh, Hossingen = Hirschkalb, Margrethausen Hirsch). Das Wappen wurde der Gemeinde 1930 verliehen und 1949 amtlich bestätigt. |

## Kultur und Sehenswürdigkeiten

### Museen
- Im Nähmaschinenmuseum im Betriebsgebäude des Unternehmens Mey wird heute die Sammlung Albrecht Mey gezeigt, die aus Nähmaschinen vom Beginn ihrer Erfindung bis zur Neuzeit besteht.
- Die Musikhistorische Sammlung Jehle im Stauffenberg-Schloss umfasst Saiten-, Blas- und Tasteninstrumente aus verschiedenen Zeiten und Kulturbereichen. Über 30 Tasteninstrumente, daneben Holz-, Blechblas- und Streichinstrumente sowie andere Instrumentenarten sind hier vertreten, darunter ein Cembalo des ausgehenden 17. Jahrhunderts, ein Hammerklavier von J. A. Stein (1783) und ein repräsentativ gestalteter Schrankflügel aus dem letzten Viertel des 18. Jahrhunderts. Des Weiteren umfasst die Sammlung Gesang- und Choralbücher, darunter Erstausgaben und Notenhandschriften, Notendrucke, Musiklehrbücher, Handschriften und Briefe. Gegründet vor dem Zweiten Weltkrieg als private Sammlung von Martin Friedrich Jehle beinhaltet sie auch den Nachlass von Johannes Jehle. Seit Mitte der 1970er Jahre ist die Sammlung im Eigentum der Stadt Albstadt.
- Am 15. November 2007 wurde anlässlich des 100. Geburtstags von Claus Graf Schenk von Stauffenberg eine Stauffenberg-Gedächtnisstätte im Stauffenberg-Schloss eingeweiht.

### Bauwerke
- Katholische Pfarrkirche St. Johannes Baptista: Das Erdbeben von 1911 beschädigte die Lautlinger Kirche St. Johannes der Täufer so stark, dass sie abgerissen werden musste. Beim Neubau von 1913 verwendete man erstmals in der Diözese Rottenburg eine Eisenbetonkonstruktion. Der barocke Turm aus dem Jahr 1725 blieb erhalten. Neben der Kirche befindet sich die Stauffenberg-Gedächtnis-Kapelle, die zunächst für die in den Kriegen gefallenen Lautlinger errichtet wurde. 1957 erfolgte eine grundlegende Renovierung. Die wesentliche Neuerung jedoch besteht seit damals darin, dass die Brüder Berthold und Claus Schenk Graf von Stauffenberg in den Mittelpunkt des Gedenkens gestellt wurden, die Namen der Gefallenen und Vermissten aus den beiden Weltkriegen fanden in den roten Sandsteinplatten der Wandverkleidung ebenfalls ihren Platz. Die künstlerische Ausgestaltung der Kapelle wird seitdem von einer Skulptur des Bildhauers Gerhard Marcks geprägt, die den auferstandenen Christus darstellt.

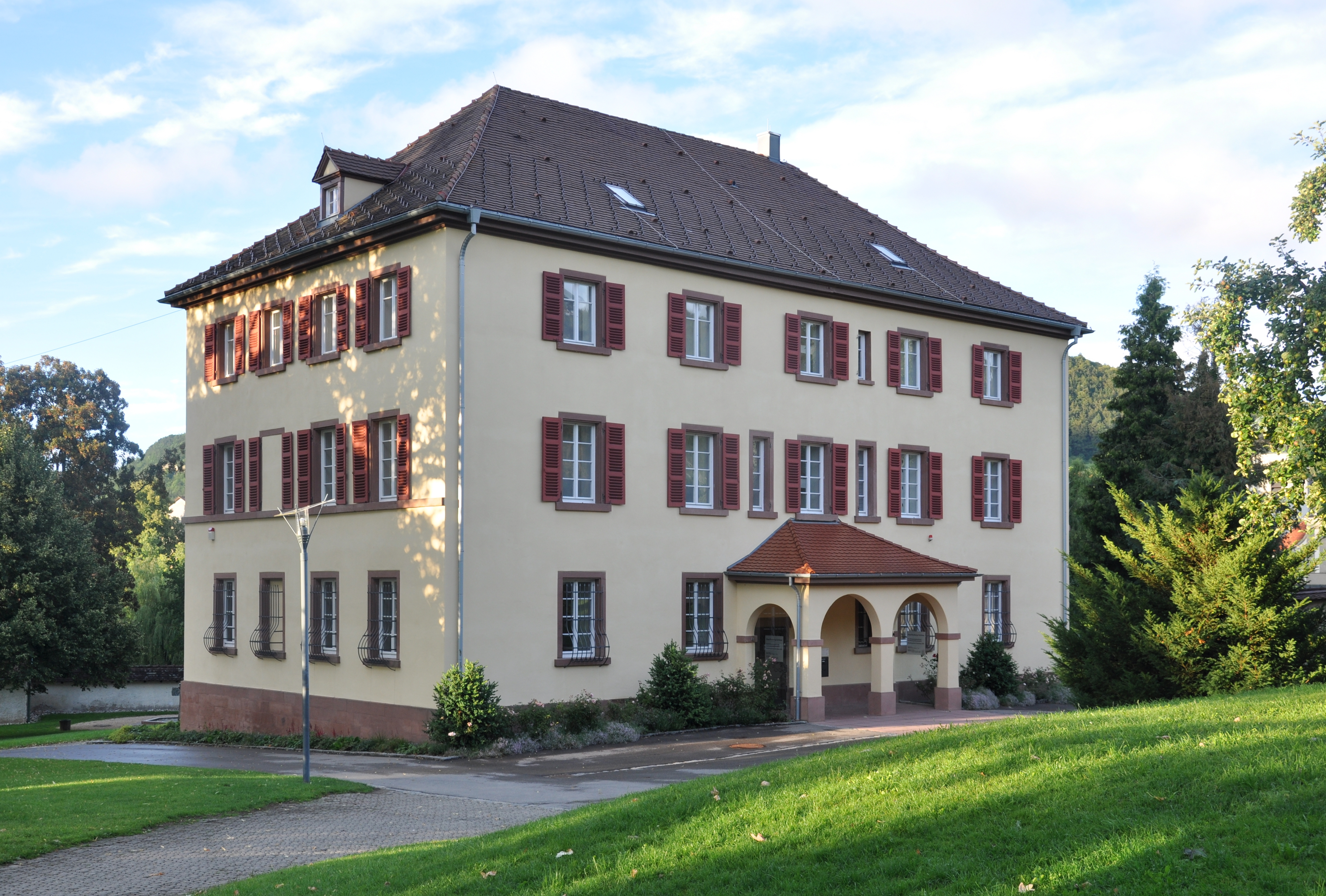
Stauffenbergsches Schloss

- Stauffenbergsches Schloss: Wenige Schritte von der Kirche entfernt liegt das Ensemble des Stauffenbergschen Schlosses. Das dreigeschossige Hauptgebäude stammt aus dem Jahr 1846, es ist heute schmucklos (früher befand sich an der Nordseite eine eingemauerte Wappenplatte) und eher sachlich gehalten. Der Grundriss und die Architektur erinnern an italienisch beeinflusste Architekten, liegt doch das Treppenhaus an der Südseite, die ehemaligen Wohnräume und der Haupteingang an der kühleren Nordseite. Bemerkenswert hingegen ist das umgebende Areal mit Umfassungsmauer, wehrhaften Ecktürmen und Wirtschaftsgebäuden. Umfassungsmauer und Ecktürme stammen aus dem Spätmittelalter. Von den Wirtschaftsgebäuden strahlt das Forsthaus, früher der Fruchtkasten, einen ganz besonderen Charme aus. Hier verbrachten die Brüder Stauffenberg einen Großteil ihrer Kindheit und Jugend, auch Claus Schenk Graf von Stauffenberg. 1970 verkaufte die Familie Stauffenberg das Schloss an die damals noch selbstständige Gemeinde Lautlingen, heute befindet es sich im Eigentum der Stadt Albstadt.
- Gasthaus Krone: Westlich vom Schloss befindet sich weithin sichtbar das reich verzierte Gasthaus, eines der schönsten Fachwerkhäuser im Zollernalbkreis. Es stammt aus dem Jahr 1697. Eine „Rauchwand“ gestattete es den gräflichen Bediensteten, den Ofen zu beheizen, ohne das „Herrschaftszimmer“ zu betreten.[10] Der Bau einer repräsentativen Gaststätte und Umspannstation für die Fuhrleute am Fuß des Meßstetter Tals und der Europäischen Wasserscheide war Bedingung für die Grafung des Geschlechts der Stauffenberger.[11]

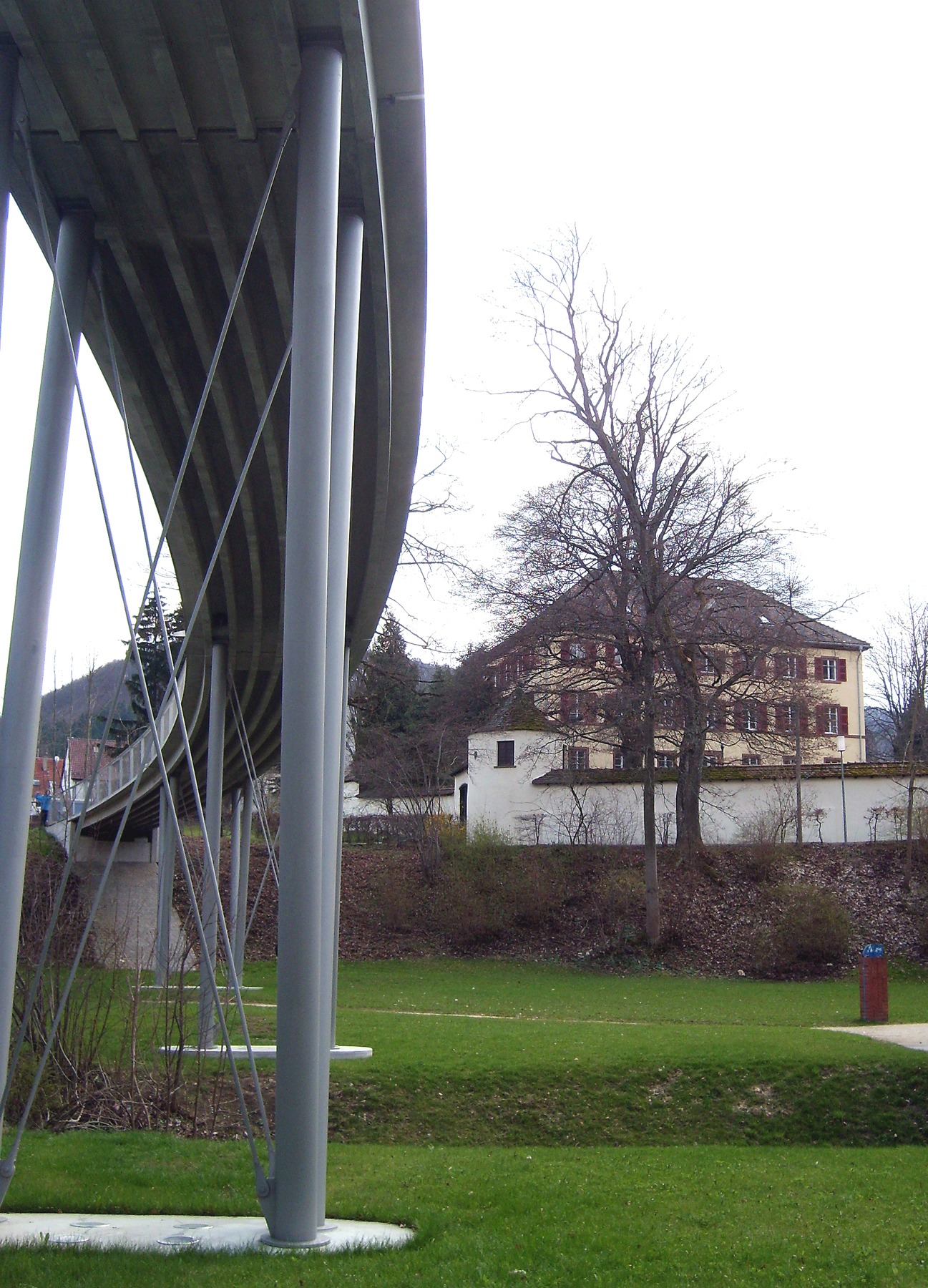
Textilbetonbrücke

- Die Fußgängerbrücke unterhalb des Schlosses über die B 463 ist die längste textilbewehrte Betonbrücke der Welt.[12]

#### Ehemalige Burgen
- Burg Vogelfels
- Ruine Altentierberg
- Burg Neuentierberg

### Wander- und Radwege

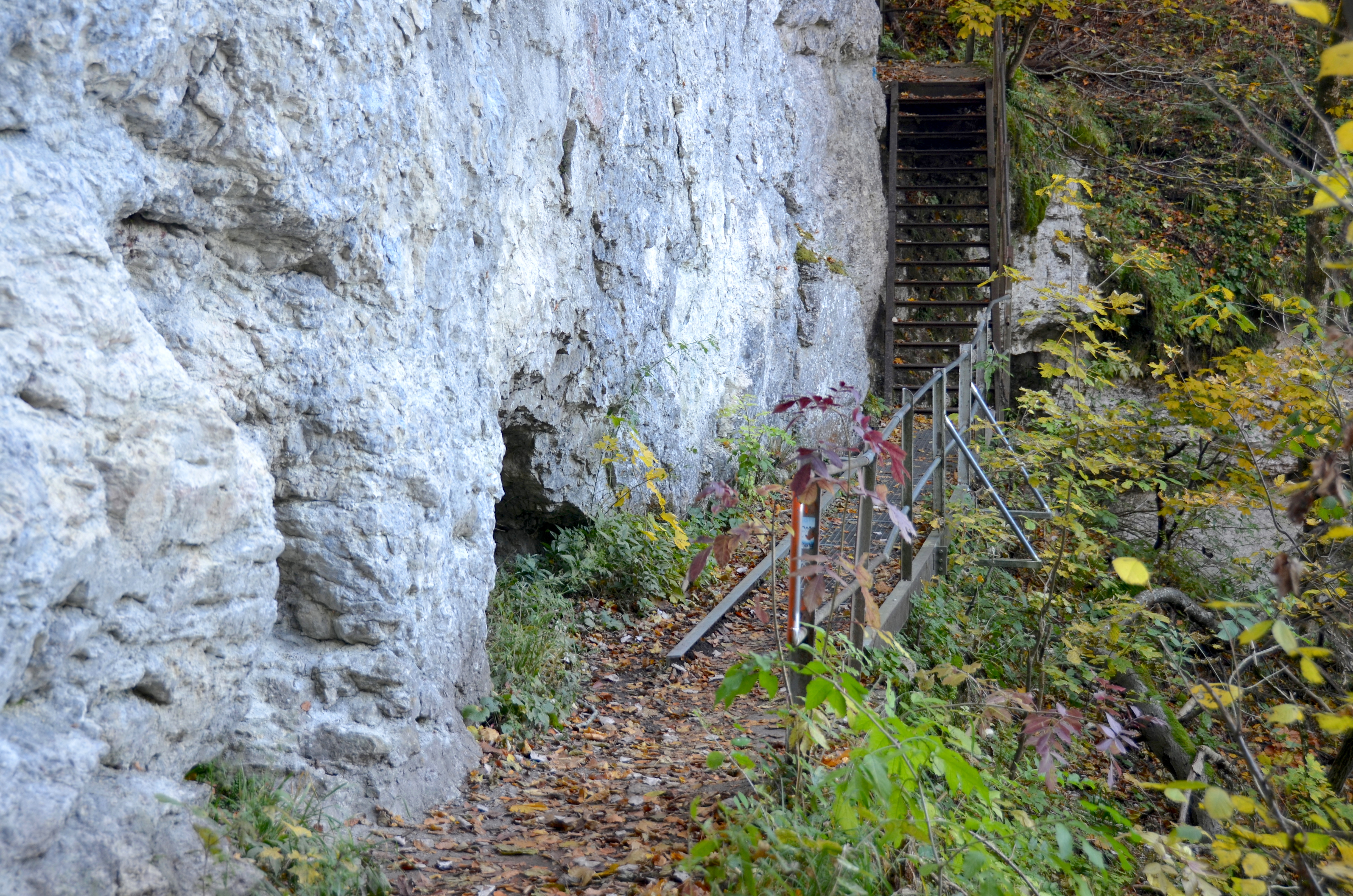
Premiumwanderweg Hossinger Leiter

Lautlingen besitzt ein ausgedehntes Wanderwegenetz, das von der Ortsabteilung des Schwäbischen Albvereins betreut wird. Die Hossinger Leiter wurde als Premiumwanderweg zertifiziert.
Privat in Meßstetten und Tailfingen einquartierte Gebirgsjäger der Enziandivision errichteten 1940/41 schmale Pfade am Trauf um Lautlingen herum, um die Tragtiere an die Höhe zu gewöhnen. Ein 1,7 Kilometer langer Zug aus Tragtieren war täglich mit verlasteten Geschützen unterwegs.
Damit man Halbtagstouristen ein attraktives Ziel bieten kann, wurden ausgehend von diesen Pfaden Wanderwege beschildert und beworben. Im Zollernalbkreis und dem Naturpark Obere Donau wird an Wochenenden ein vertaktetes Angebot im Schienenverkehr auf allen Strecken gefahren. Triebwagen welche von der Hohenzollerischen Landesbahn betrieben werden, verkehren hier sonn- und feiertags, um über den Lautlinger Bahnhof das Naherholungsgebiet für den Tourismus attraktiver zu machen.

### Sport
Für den Wintersport steht in Lautlingen ein 400 Meter langer Lift mit Flutlicht zur Verfügung.

## Wirtschaft und Infrastruktur
Heute ist der Ort ein moderner Stadtteil der Stadt Albstadt mit Gewerbegebieten und vielen Freizeitmöglichkeiten (Wandern, Erlebnisbaden, Sport und Unterhaltung). Im Oktober 2024 ging der Solarpark Lautlingen Süd mit 9,8 MWp auf dem Tierberg in Betrieb.

### Verkehr

#### Schienenverkehr

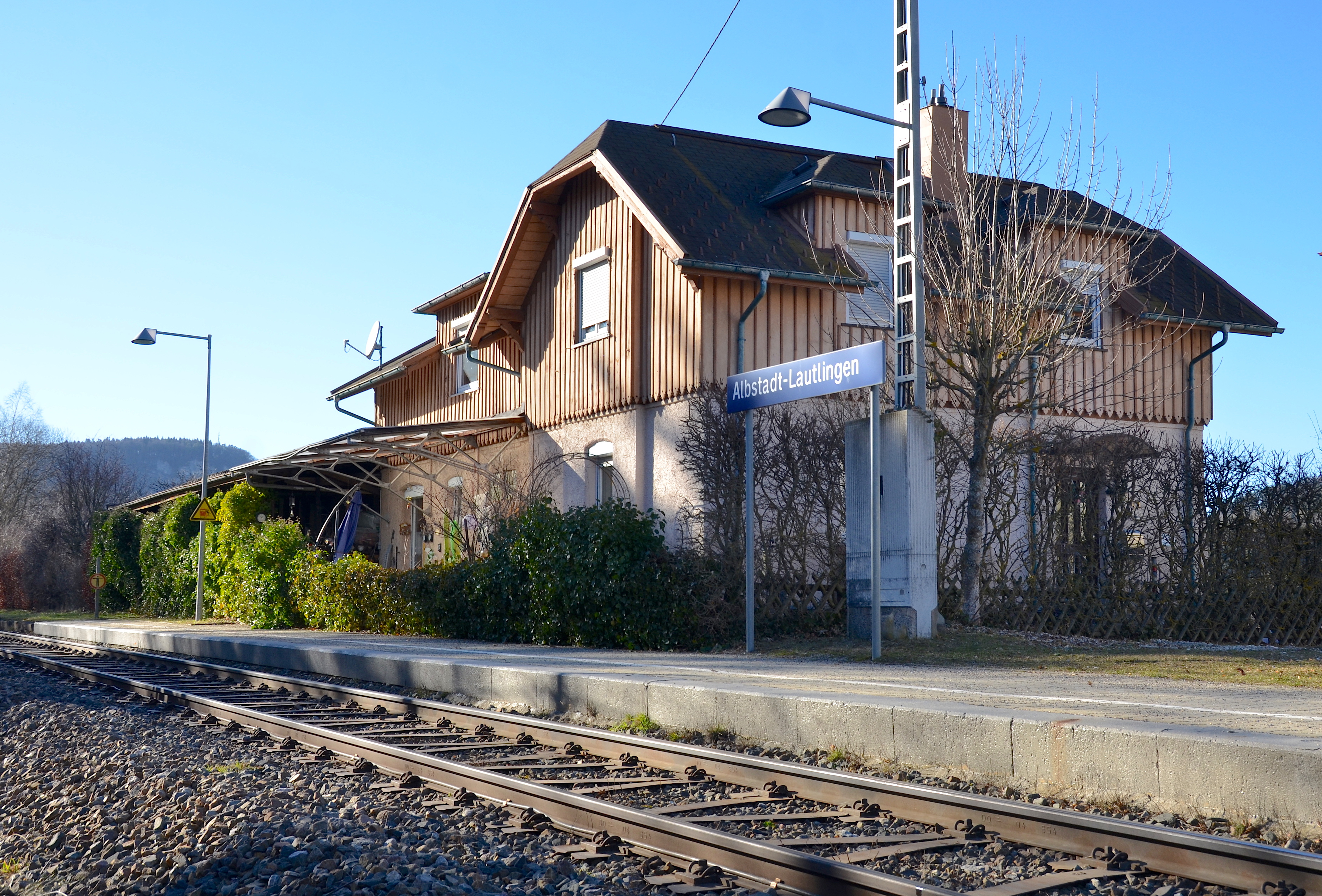
Bahnhof Lautlingen

Durch Lautlingen führt die Zollernalbbahn, welche von Tübingen über Hechingen, Balingen und Albstadt bis nach Sigmaringen verläuft. Für den stündlichen Taktverkehr nach Karlsruhe (mit knapp 90 Minuten Fahrzeit bis Stuttgart HBF), verbindlich festgelegt in der Schlichtung von Stuttgart 21, wird in Lautlingen ein neuer elektrifizierter Kreuzungsbahnhof erforderlich. Die erforderliche zweigleisige Einfahrt der Zollernalbbahn in die Neubaustrecke zu S21 wird verwirklicht. Ein integraler Taktverkehr bedarf großräumiger Betrachtungen.
Der Fahrplanexperte Mayer vom VCD Kreisverband Zollernalb schlug bereits 1994 dem damaligen Landrat des Zollernalbkreises Willi Fischer vor, den geplanten Kreuzungsbahnhof Lautlingen/Hirnau/Freizeitbad badcap großzügig zu bemessen. Fahrbarkeitsprüfungen wurden für zwei Millionen Euro von der DB Engineering angefertigt. Die Regierung des Landes Baden-Württemberg hatte das Projekt einer elektrifizierten Regionalstadtbahn 2014 in Teilabschnitte gegliedert auf die Schiene gestellt.

#### Wander- und Fußwege
Ein Fußweg, die Hossinger Leiter, führt vom Bahnhof auf die Albhochfläche nach Hossingen, das letzte Stück über Leitern durch eine Felsschlucht (48° 11′ 38,71″ N, 8° 55′ 43,95″ O). Die kürzeste Verbindung nach Oberdigisheim und Hossingen wurde früher von zahlreichen Bahnpendlern täglich genutzt. Heute ist die Hossinger Leiter ein beliebter Wanderweg. Der Weg und seine Geschichte ist unter einer Akustikwolke am Heimatmuseum Hossingen in einer Hörstation abrufbar.

#### Schmugglerpfade
Es ist belegt, dass in der Gegend Waren bis 1835 für Händler über die von Landjägern bewachten Zollgrenzen geschmuggelt wurden. Ausgangspunkt und Warenlager des nächtlichen Schmuggels und Diebstahls sollen Höhlen gewesen sein. 1698 wurde knapp eine Tonne Stahlmasseln geschmuggelt. 1750 kaufte der Eselmüller von der Winterlinger Bannmühle 130 Scheffel Dinkel aus Meßstetten und Hossingen auf und ließ über die Grenze in die Schweiz schmuggeln. Da auch aus Hechingen 1000 Scheffel aufgekauft und geschmuggelt wurden, kam es zu einem Kornmangel.
Kaffeeschmuggler Haux wurde am 21. Juli 1831 im Pfaffental von einer Kugel des Meßstetter Landjägers getroffen und starb. Der Autor Gerd Stiefel beschreibt im Roman Via Bologna auch das Schmugglerwesen. Ausgangspunkt des historischen Krimis ist ein tatsächlicher Mord im Winter des Jahres 1843. Der Täter Jakob Egle benutzte zur Flucht einen Pfad, der von Lautlinger Gemarkung zur Meßstetter Schmugglerhöhle(48° 11′ 18,68″ N, 8° 57′ 46,23″ O) führt, und floh weiter quer durch Europa.
Schmuggler versorgten auch die im Untergrund lebenden evangelischen Gläubigen in Österreich mit Bibeln und evangelischen Schriften. Um das Risiko bei einer Entdeckung zu minimieren, wurden die Titelseiten entfernt.

### Ansässige Unternehmen
- Mey GmbH & Co. KG, Unterwäsche

## Persönlichkeiten
Ehrenbürger
- Alfred Schenk Graf von Stauffenberg (1860–1936), Oberhofmarschall am Hof des Königs von Württemberg, lebte seit der Novemberrevolution 1918 ständig in Lautlingen, Vater der Widerstandskämpfer Berthold und Claus von Stauffenberg (Ernennung 1929)
- Caroline Schenk Gräfin von Stauffenberg geb. Üxküll-Gyllenband (1875–1956), „Mutter des Dorfes“, Mutter der Widerstandskämpfer Berthold und Claus von Stauffenberg (Ernennung 1955)

Söhne und Töchter der Stadt
- Johann Franz Schenk von Stauffenberg (1658–1740): Fürstbischof von Konstanz und später außerdem noch von Augsburg
- Johann Friedrich Schenk von Stauffenberg (1660–1720): Johanniterritter, Kommendator und General-Feldzeugmeister

Persönlichkeiten, die vor Ort gewirkt haben
- Ignaz Anton Demeter (1773–1842), 1802–1808 Pfarrer in Lautlingen, 1836–1842 Erzbischof von Freiburg.
- Berthold Schenk Graf von Stauffenberg (1905–1944), Widerstandskämpfer, beteiligte sich am Attentat seines Bruders Claus am 20. Juli 1944.
- Claus Schenk Graf von Stauffenberg (1907–1944), Widerstandskämpfer, versuchte am 20. Juli 1944, Adolf Hitler mit einer Bombe zu beseitigen.
- Karl Spöttl (02.05.1910 Hermentingen – 31.10.2012 Lautlingen), Maler, Künstler